# Narain Karthikeyan
Kumar Ram Narain Karthikeyan (tamilul: நாராயண் கார்த்திகேயன; Kojambuttúr, India, 1977. január 14. –) indiai autóversenyző, a 2005-ös szezonban a Jordan Formula–1-es csapat pilótája, majd 2006-ban és 2007-ben a Williams tesztpilótája volt. 2011-ben a Hispania Racing Team versenyzőjeként tért vissza. Jelenleg a japán Super Formula sorozatban szerepel.

## Pályafutása

### Karrierjének kezdete
Iskoláit szülővárosában, a Stanes Anglo Indian Higher Secondary Schoolban végezte. A motorsport iránti érdeklődését édesapjától örökölte, aki hétszer nyerte meg a Dél-Indiai ralibajnokságot. Rokoni szálak fűzték Sundaram Karivardhanhoz is, az indiai motorsport legendás alakjához is, aki egészen Karthikeyan Formula–1-es szerepléséig az ország legnépszerűbb autóversenyzője volt.
Karthikeyan élete első versenyén, a Formula Maruti széria Sriperumpuduri futamán mindjárt dobogós helyen végzett. Hogy kamatoztathassa tehetségét, Franciaországba ment, ahol az Elf Winfield Racing School (Elf Winfield Versenyzőiskola) nevű intézményben tanult tovább, s 1992-ben a Renault-nak szerzett sikereket. Innen visszatért szülőhazájába, ahol az Formula Maruti 1993-as évadjának néhány futamán versenyzett, de még abban az évben az Egyesült Királyságba utazott, hogy a Formula Vauxhall Junior bajnokságban részt vegyen.
1994-ben a Formula Ford Zetec széria Foundation Racing csapatának pilótája lett, és az Estorilban rendezett portugál nagydíjon a dobogó legfelső fokát foglalhatta el, a szezon végén összesített eredményben is az első helyen végzett. Karthikeyan ezen kívül szerepelt a British Formula Ford Winter Series (Brit Formula Ford Téli Sorozat) elnevezésű autóverseny-sorozatban, és ő lett az első európai bajnokságot nyert indiai.
1995-ben a Formula Asia Championship (Formula Ázsia Bajnokság) négy nagydíján vett részt, ahol a maláj nagydíjat a második helyen fejezte be. 1996-ban a teljes szezont végigversenyezte, és azt első indiaiként megnyerte. A rákövetkező évben visszatért az Egyesült Királyságba, ahol a British Formula Opel Championship (Brit Formula Opel Bajnokság) sorozatban egy pole pozíciót szerezve és egy futamot megnyerve az évet a hatodik helyen zárta.
1998-ban a Brit Formula–3 Bajnokságban debütált a Carlin Motorsport istálló pilótájaként. Mindössze tíz versenyen való részvétellel és az utolsó két nagydíjon szerzett két harmadik helyezésével összesítettben tizenkettedikként végzett. A következő évadban folytatta a bajnokságot, ahol ötször állhatott fel a dobogóra, két alkalommal annak is a legfelső fokára. Háromszor futotta meg a leggyorsabb kört és kétszer indulhatott az első rajtkockából. Összesítettben a hatodik helyen végzett a harminc versenyző közül. A 2000-es szezonban az év végén már a negyedik helyet szerezte meg a bajnokságban, illetve a Macaúi Nagydíjon pole pozícióból indulhatott, ahol szintén az övé lett a leggyorsabb kör. Mind a Spa-Francorchamps-i Nemzetközi Formula–3-as versenyt, mind pedig a Koreai Super Prix-t megnyerte.
2001-ben csatlakozott a Formula Nippon F3000 Championship-hez, és a legjobb tíz között végzett. Ugyanez év júniusában a Jordan istálló versenygépeit tesztelhette Silverstone-ban, ezáltal ő volt az első indiai, aki valaha egy Formula–1-es autóban ült. Teljesítményét látva, szeptemberben újabb tesztelési lehetőséget kapott a Jordantől Silverstone-ban, majd októberben az olaszországi Mugellóban mindössze fél másodperccel kapott ki a csapat versenyzőjétől, Jean Alesitől.
2002-ben a Telefónica World Series-ben a Team Tata RC Motorsport istállóhoz igazolt, amelynek színeiben egy pole pozíciót szerzett, valamint megfutotta a leggyorsabb, nem Formula–1-es kört az Interlagosi pályán. A következő szezont is itt töltötte (2003-ban a sorozat neve Superfund World Series volt), két győzelmet aratva és három további dobogós helyezést szerezve, amelyekkel az összesített negyedik helyet szerezte meg. Ezek az eredmények a Minardi Formula–1-es csapat figyelmét is felkeltették, és felkérték, hogy tesztelje néhányszor az autójukat. A 2004-es évet szponzori támogatás hiányában nem tudta elkezdeni, így a Nissan World Seriesben folytatta pályáját, ahol két futamot nyert.

### A Formula–1-ben

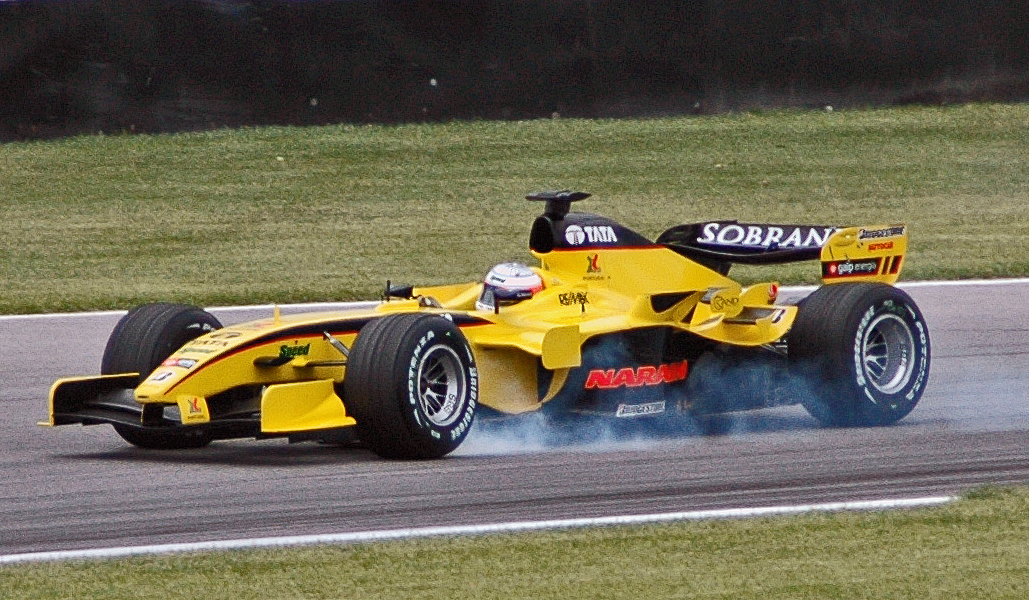
Karthikeyan a 2005-ös amerikai nagydíjon negyedik lett

2005. február 15-én előzetes megállapodást írt alá a Jordan istállóval az idényre, mint a csapat egyik pilótája. Társa a portugál Tiago Monteiro lett. Első versenyén, a 2005-ös ausztrál nagydíjon a tizenkettedik helyre kvalifikálta magát, köszönhetően a kiszámíthatatlan időjárási viszonyoknak (három másodperccel volt gyorsabb csapattársánál). A meglehetősen gyenge rajt után a tizennyolcadik helyre csúszott vissza, de végül a tizenötödik helyen fejezte be a futamot, kétkörös hátrányban a győztestől, valamint egy teljes perccel csapattársától. Első pontjait a híres amerikai nagydíjon szerezte, amikor a biztonsági szabályok be nem tartása miatt a futam botrányba fulladt, és a legtöbb csapat nem indult a versenyen. Ekkor negyedik lett, ezt leszámítva a legjobb helyezése a tizenegyedik hely volt. A szezon utolsó futamán autójával a falnak csapódott, de sérülés nélkül úszta meg a balesetet. 2006-ban nem tudta összegyűjteni az elegendő pénzt és szponzori támogatást az induláshoz, majd végül a Williams csapat tesztpilótájaként dolgozott tovább 2007-ig.
Az A1 GPben versenyezve megnyerte a 2007/2008-as szezon Zhuhai (Kína) és brit nagydíját.
2011-ben öt év kihagyás után visszatért a Formula–1-be a Hispania Racing Team csapat színeiben, Vitantonio Liuzzi csapattársaként.
Ausztráliában nem sikerült kvalifikálni magát a versenyre a 107%-os szabály miatt. Malajziában kiesett majd a következő 6 versenyen célba ért, amelyeken Monacóban és Kanadában is 17. lett. A Brit nagydíjra a Hispania csapat már a Toro Rosso 3. számú pilótáját ültette autójába az ausztrál Daniel Ricciardo-t. A szezon során még 1 futamot teljesített a csapatnál, az Indiai nagydíjon a 17. helyen ért célba.

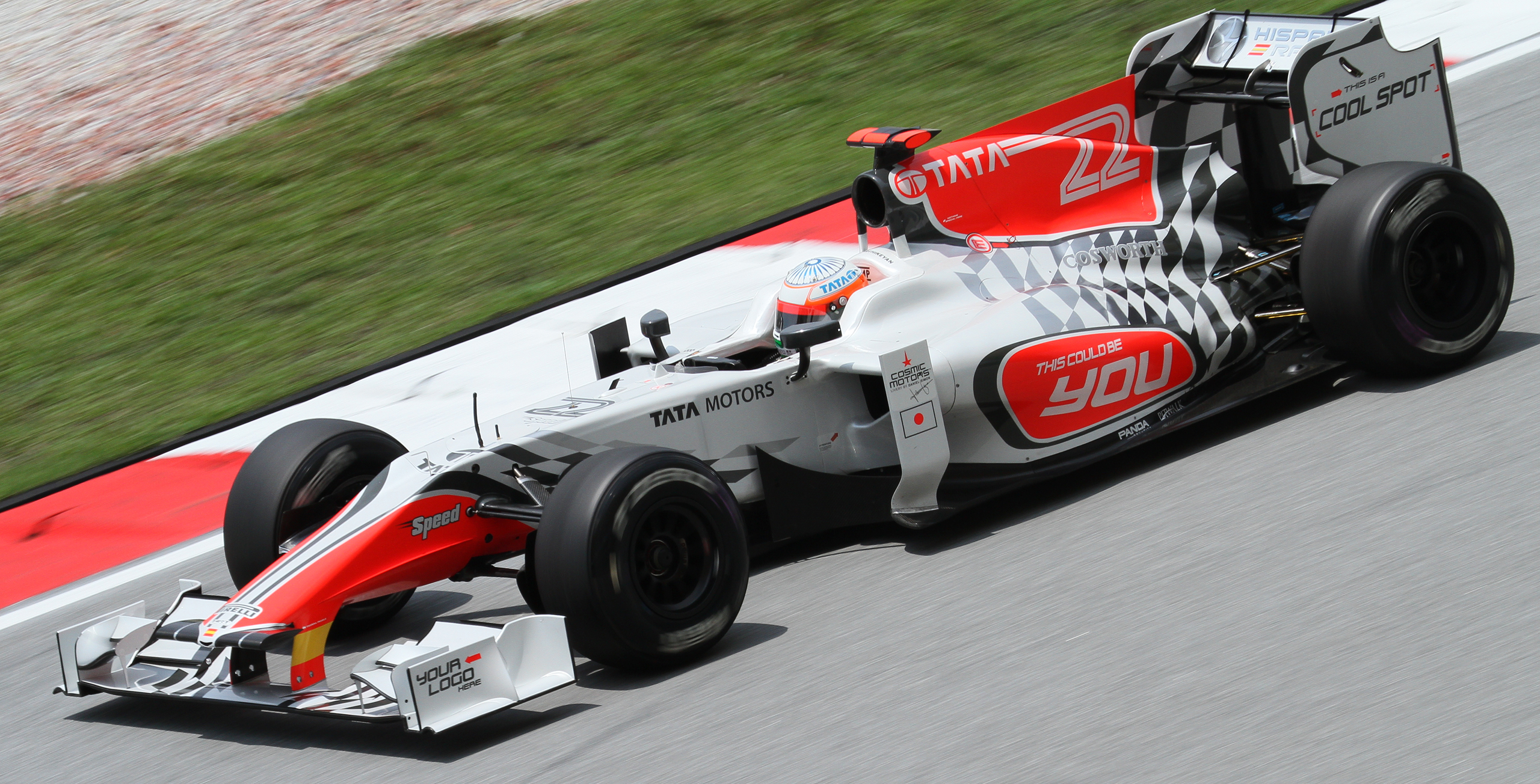
Karthikeyan a Hispaniaval a 2011-es Maláj Nagydíjon.

## Eredményei

### Teljes Formula–1-es eredménysorozata
(Táblázat értelmezése)

(Félkövér: pole-pozícióból indult; dőlt: leggyorsabb kört futott) 

| Év   | Csapat | 1      | 2      | 3      | 4      | 5      | 6      | 7      | 8      | 9      | 10     | 11     | 12     | 13     | 14     | 15     | 16     | 17     | 18     | 19     | 20     | Helyezés | Pont |
| ---- | ------ | ------ | ------ | ------ | ------ | ------ | ------ | ------ | ------ | ------ | ------ | ------ | ------ | ------ | ------ | ------ | ------ | ------ | ------ | ------ | ------ | -------- | ---- |
| 2005 | Jordan | AUS 15 | MAL 11 | BHR Ki | SMR 12 | ESP 13 | MON Ki | EUR 16 | CAN Ki | USA 4  | FRA 15 | GBR Ki | GER 16 | HUN 12 | TUR 14 | ITA 20 | BEL 11 | BRA 15 | JPN 15 | CHN Ki |        | 18.      | 5    |
| 2011 | HRT    | AUS NK | MAL Ki | CHN 23 | TUR 21 | ESP 21 | MON 17 | CAN 17 | EUR 24 | GBR    | GER Tp | HUN    | BEL    | ITA    | SIN Tp | JPN Tp | KOR Tp | IND 17 | UAE    | BRA    |        | 26.      | 0    |
| 2012 | HRT    | AUS NK | MAL 22 | CHN 22 | BHR 21 | ESP Ki | MON 15 | CAN Ki | EUR 18 | GBR 21 | GER 23 | HUN Ki | BEL Ki | ITA 19 | SIN Ki | JPN Ki | KOR 20 | IND 21 | UAE Ki | USA 22 | BRA 18 | 24.      | 0    |

† A versenyt nem fejezte be, de helyezését értékelték, mert a versenytáv több, mint 90%-át teljesítette.

### Teljes Formula Nippon/Super Formula eredménylistája
(Táblázat értelmezése)

(Félkövér: pole-pozícióból indult; dőlt: leggyorsabb kört futott) 

| Év   | Csapat                       | 1      | 2      | 3      | 4      | 5      | 6      | 7      | 8      | 9      | 10    | Helyezés | Pont |
| ---- | ---------------------------- | ------ | ------ | ------ | ------ | ------ | ------ | ------ | ------ | ------ | ----- | -------- | ---- |
| 2001 | excite Impul                 | SUZ 6  | MOT 7  | MIN 9  | FUJ Ki | SUZ Ki | SUG 13 | FUJ 9  | MIN Ki | MOT 14 | SUZ 6 | 14.      | 2    |
| 2014 | Lenovo Team Impul            | SUZ Ki | FUJ 7  | FUJ 6  | FUJ 7  | MOT Ki | AUT 17 | SUG 11 | SUZ 10 | SUZ 8  |       | 13.      | 5    |
| 2015 | Docomo Team Dandelion Racing | SUZ 3  | OKA 10 | FUJ Ki | MOT 9  | AUT 14 | SUG 13 | SUZ 12 | SUZ 14 |        |       | 11.      | 6    |
| 2016 | Sunoco Team LeMans           | SUZ Ki | OKA 16 | FUJ 7  | MOT Ki | OKA 3  | OKA Ki | SUG 12 | SUZ 15 | SUZ 14 |       | 14.      | 5    |
| 2017 | TCS Nakajima Racing          | SUZ 13 | OKA 17 | OKA 13 | FUJ 14 | MOT Ki | AUT Ki | SUG 13 | SUZ T  | SUZ T  |       | 19.      | 0    |
| 2018 | TCS Nakajima Racing          | SUZ 17 | AUT T  | SUG 5  | FUJ 16 | MOT 11 | OKA 13 | SUZ 17 |        |        |       | 15.      | 4    |

* A szezon jelenleg is zajlik.
† A versenyt nem fejezte be, de helyezését értékelték, mert a versenytáv több, mint 90%-át teljesítette.
|T|=Törölt futam

### Le Mans-i 24 órás autóverseny
| Év   | Csapat | Csapattárs                           | Autó         | Kategória | Kör | Összetett Helyezés | Kategória Helyezés |
| ---- | ------ | ------------------------------------ | ------------ | --------- | --- | ------------------ | ------------------ |
| 2009 | Kolles | Charles Zwolsman, Jr. André Lotterer | Audi R10 TDI | LMP1      | 369 | 7.                 | 7.                 |